# Chittenango
Chittenango ist ein Village in der Town of Sullivan im Madison County im Bundesstaat New York in den Vereinigten Staaten. Beim American Community Survey im Jahr 2018 wurde die Einwohnerzahl von Chittenango auf 4920 Einwohner geschätzt, was einen Bevölkerungsrückgang im Vergleich zur Volkszählung im Jahr 2010 darstellt, als der Ort 5081 Einwohner hatte.

## Lage
Chittenango liegt in Upstate New York, rund 23 Kilometer Luftlinie östlich von Syracuse und 50 Kilometer westlich von Utica. Umliegende Ortschaften sind North Chittenango im Norden, Sullivan im Nordosten, Perryville im Südosten, Cazenovia im Süden, Manlius im Südwesten, Mycenae im Westen und Kirkville im Nordwesten.
In Chittenango kreuzen sich die New York State Routes 5, 13 und 173. Östlich der Stadt liegt der Verkehrsflugplatz Luther Airport. Der Ort liegt am Eriekanal und am Chittenango Creek. Südlich von Chittenango befindet sich der Chittenango Falls State Park mit dem gleichnamigen Wasserfall.

## Geschichte

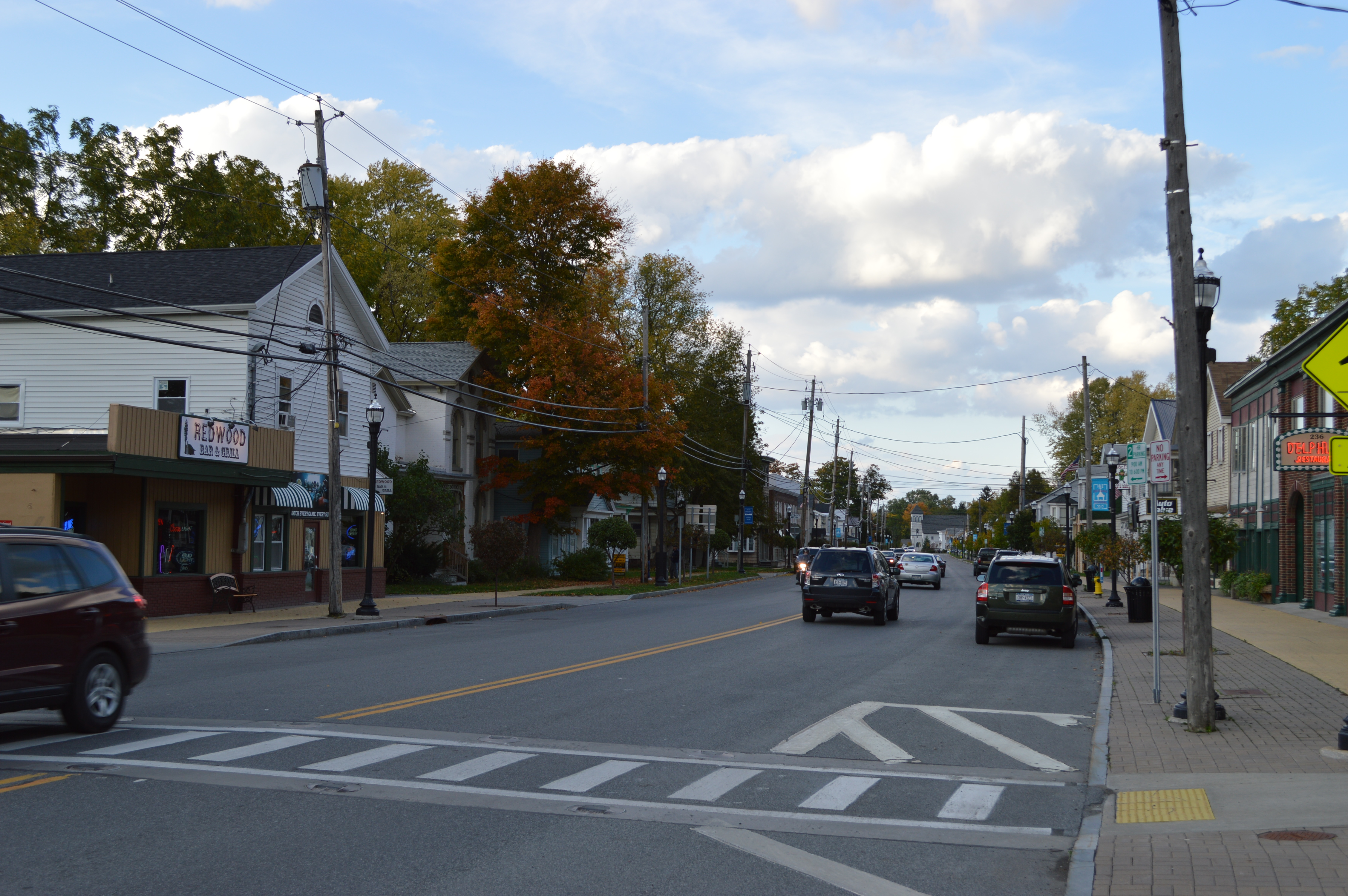
Downtown Chittenango

Die Siedlung Chittenango wurde Anfang des 19. Jahrhunderts gegründet. Die 1818 gegründete Chittenango Canal Company baute in den 1820er-Jahren im Zuge des Baus des Eriekanals einen künstlichen Wasserweg, der die Siedlung Chittenango mit dem Kanal verband. 1825 ist der Ort auf einer Karte mit der Bezeichnung Chittening verzeichnet. Der Ortsname stammt von dem Wort Chu-de-nääng’ aus der Sprache der Oneida ab und bedeutet „wo das Wasser nach Norden fließt“. Das Wachstum von Chittenango wurde durch die Lage am verkehrsgünstige Lage am Eriekanal und am Chittenango Creek beeinflusst. Es entstanden Restaurants, Hotels und Fabriken. Da Chittenango über den Eriekanal mit dem Hudson River verbunden war, war es möglich, Waren bis nach Manhattan zu transportieren.
Etwa 1828 kam der Politiker John B. Yates in die Stadt und gründete dort mehrere Unternehmen, unter anderem eine Schrotmühle und ein Sägewerk. Er war zudem maßgeblich an der Gründung der ersten Kirchengemeinde, der heutigen First Presbyterian Church of Chittenango, beteiligt. Am 15. März 1842 wurde Chittenango als Village inkorporiert. Ein Jahr später erfolgte die Gründung einer Feuerwehr sowie die Errichtung eines Bahnbetriebswerkes. Zu dieser Zeit hatte Chittenango zwischen 900 und 1000 Einwohner, drei Kirchen, zehn Geschäfte, eine Mehlmühle und das Yates Polytechnic Institute. 1853 wurde die erste Bank in der Stadt gegründet. Nach etwa zehn Jahren wurde die Bank wieder geschlossen, im Dezember 1863 wurde die First National Bank of Chittenango gegründet. Im Jahr 1871 erhielt Chittenango eine Schule.

## Bildung
Chittenango ist Sitz des Chittenango School District. Zu diesem gehören eine Grundschule der Klassenstufen vom Kindergarten bis zur vierten Klasse, eine Mittelschule der Klassenstufen fünf bis acht und eine Highschool der Klassenstufen neun bis zwölf. Im Schuljahr 2019/20 wurden die Schulen dieses Schulbezirks von etwa 1950 Schülern besucht.

## Demografie
Im Jahr 2018 wurde die Einwohnerzahl von Chittenango im American Community Survey auf 4920 Einwohner geschätzt. Es gab 1732 Haushalte und 1240 Familien in dem Ort. In 77,3 Prozent der Familien lebten verheiratete Ehepaare, 5,7 Prozent waren alleinerziehende Väter und 17,0 Prozent der Familien waren alleinerziehende Mütter. 36,8 Prozent der Haushalte hatten Kinder unter 18 Jahren, die bei ihnen lebten, und in 34,9 Prozent der Haushalte lebten Personen über 60 Jahren. Von den Einwohnern waren 98,4 Prozent Weiße, 0,3 Prozent Afroamerikaner und 0,3 Prozent Asiaten; 1,0 Prozent der Einwohner gaben mehrere Abstammungen an. Hispanics oder Latinos machten 1,3 Prozent der Bevölkerung aus. 49,1 Prozent der Einwohner von Chittenango waren männlich und 50,9 Prozent weiblich.
Altersmäßig verteilten sich die Einwohner von Chittenango auf 26,1 Prozent Minderjährige, 6,8 Prozent zwischen 18 und 24, 24,5 Prozent zwischen 25 und 44, 29,4 Prozent zwischen 45 und 64 und 13,2 Prozent der Einwohner waren 65 Jahre alt oder älter. Das Medianalter lag bei 37,9 Jahren. 2018 lag das Medianeinkommen in Chittenango pro Haushalt bei 76.544 US-Dollar und pro Familie bei 93.621 US-Dollar. 6,0 Prozent der Einwohner lebten unterhalb der Armutsgrenze.

## Galerie

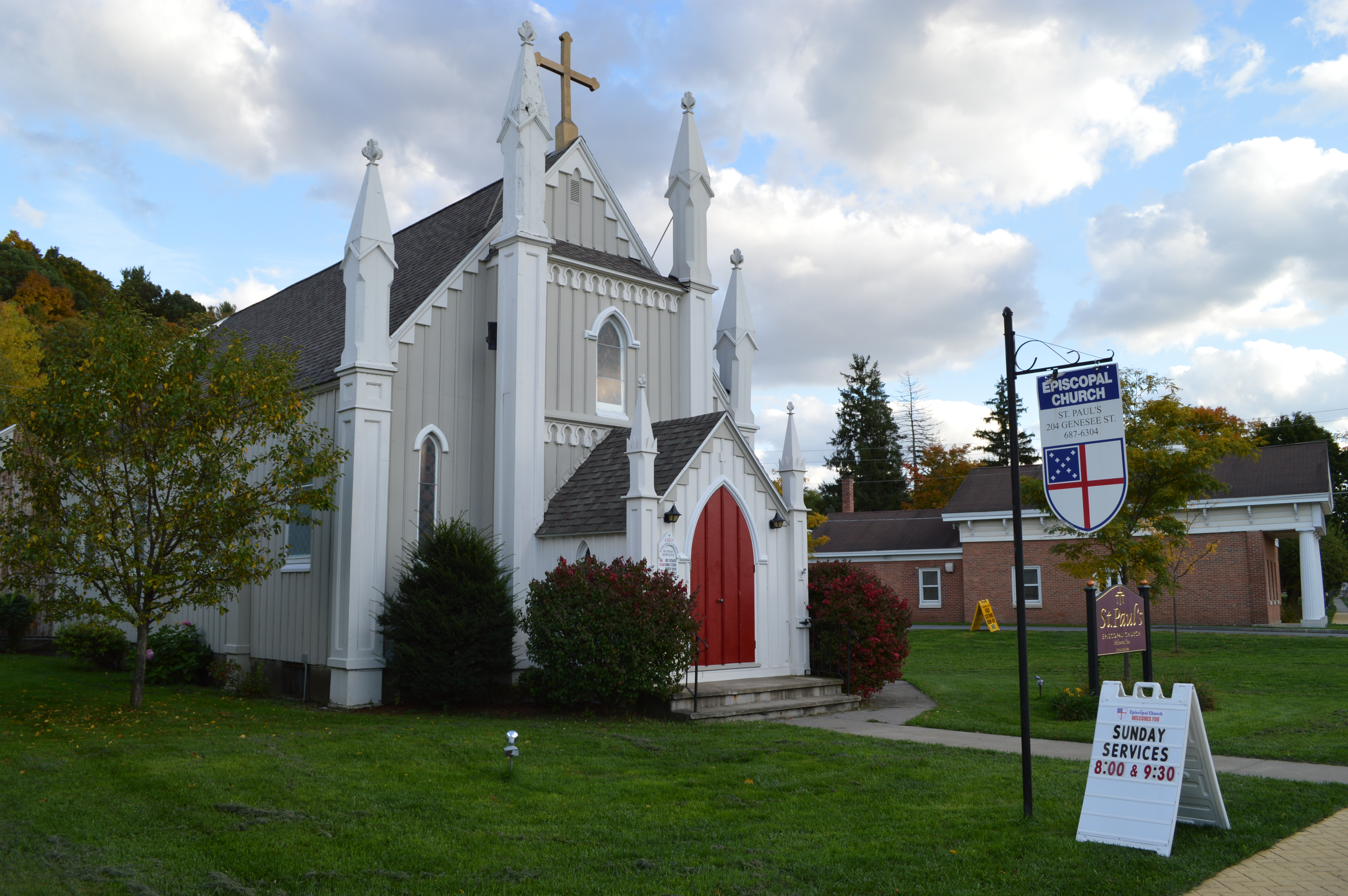
St. Paul’s Episcopal Church
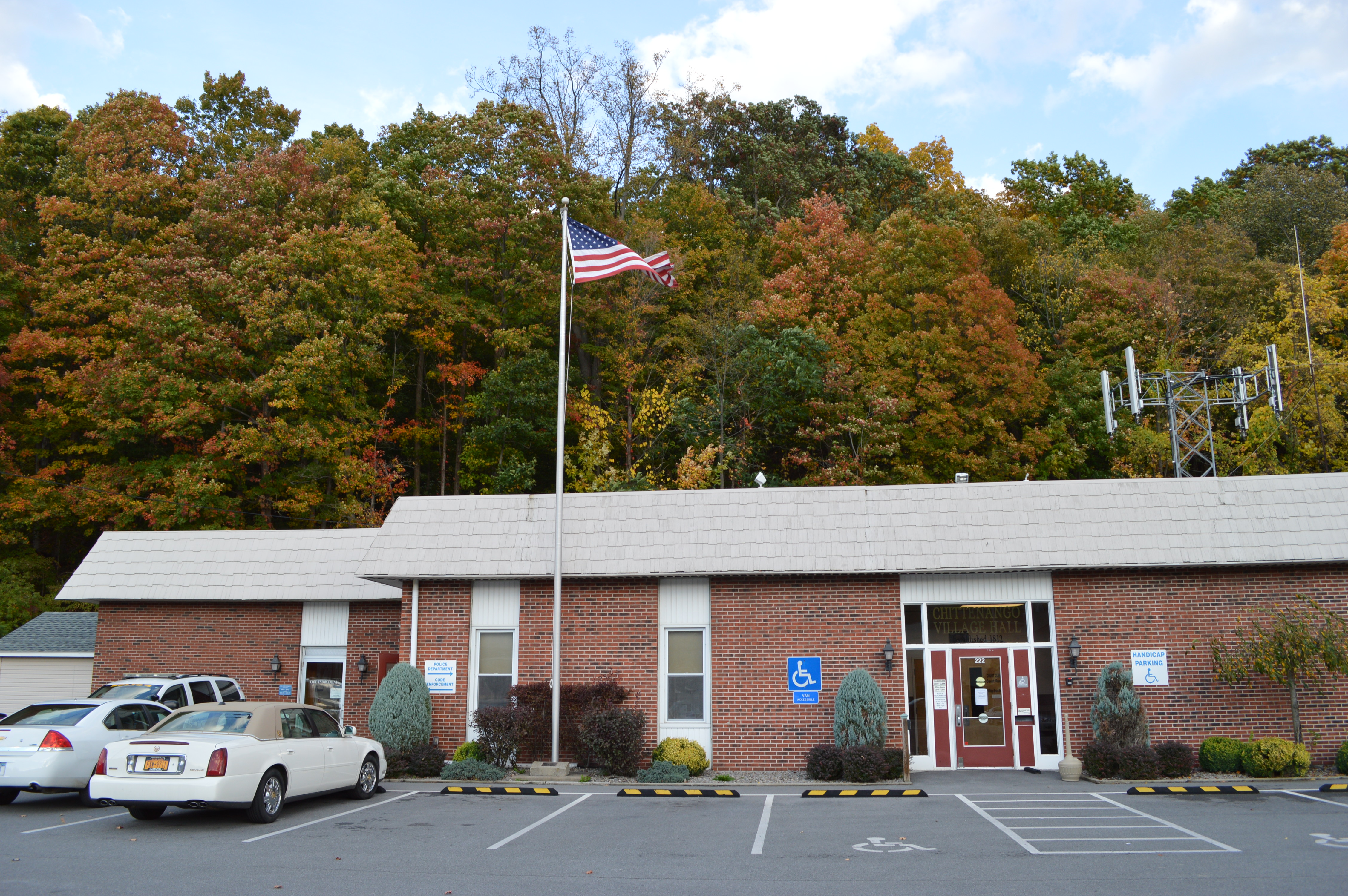
Chittenango Police Department
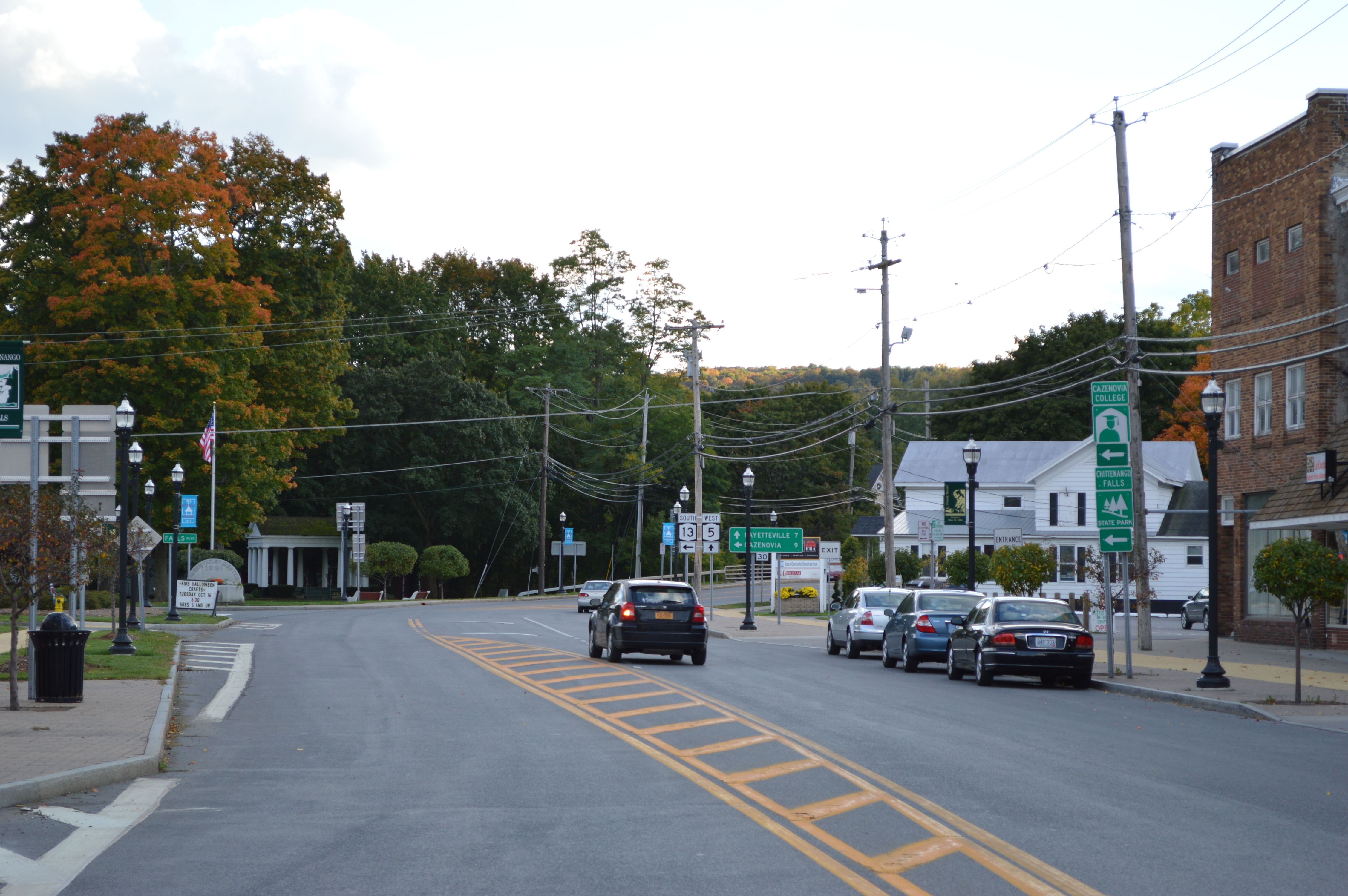
Falls Boulevard
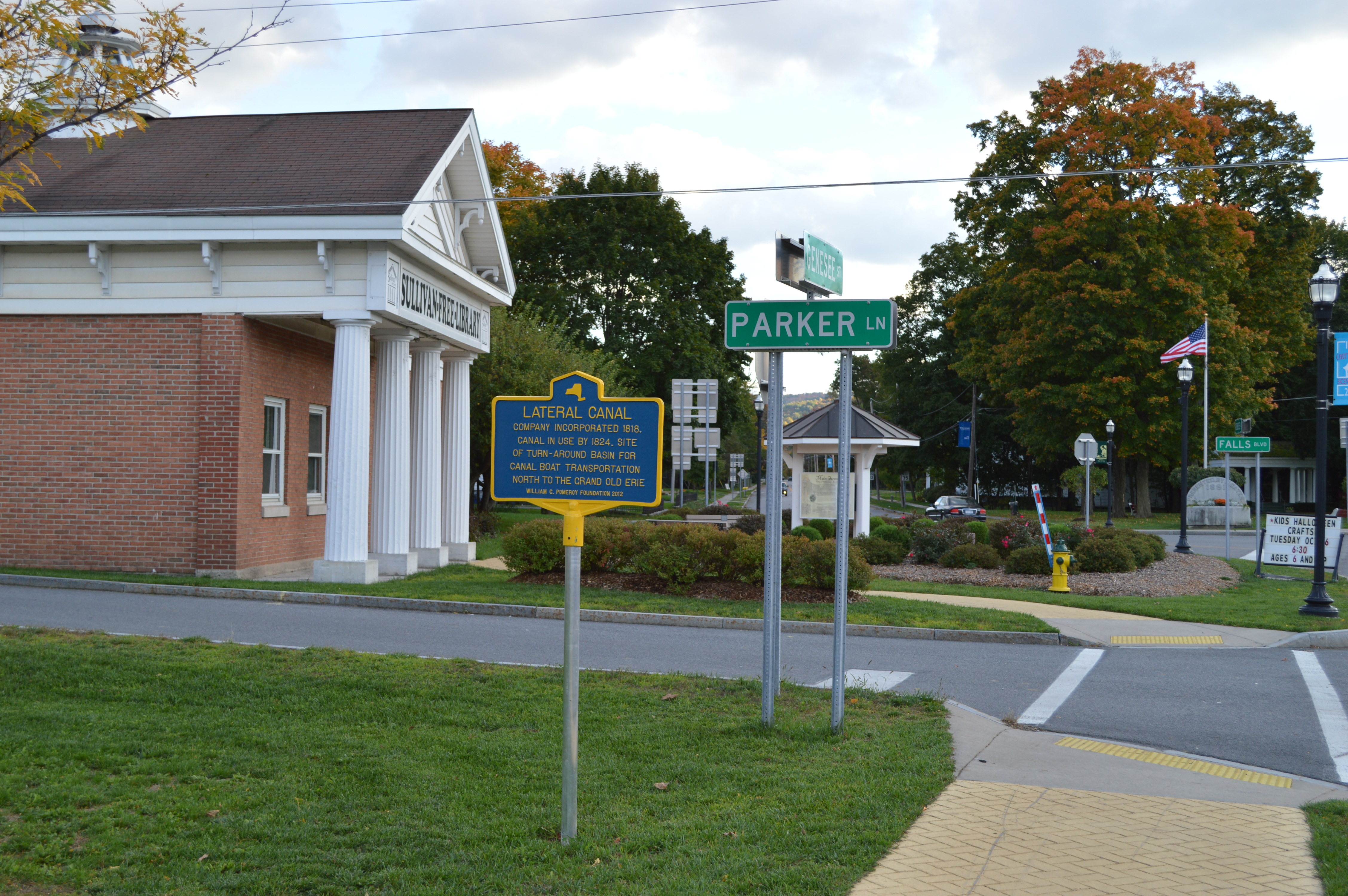
Sullivan Free Library
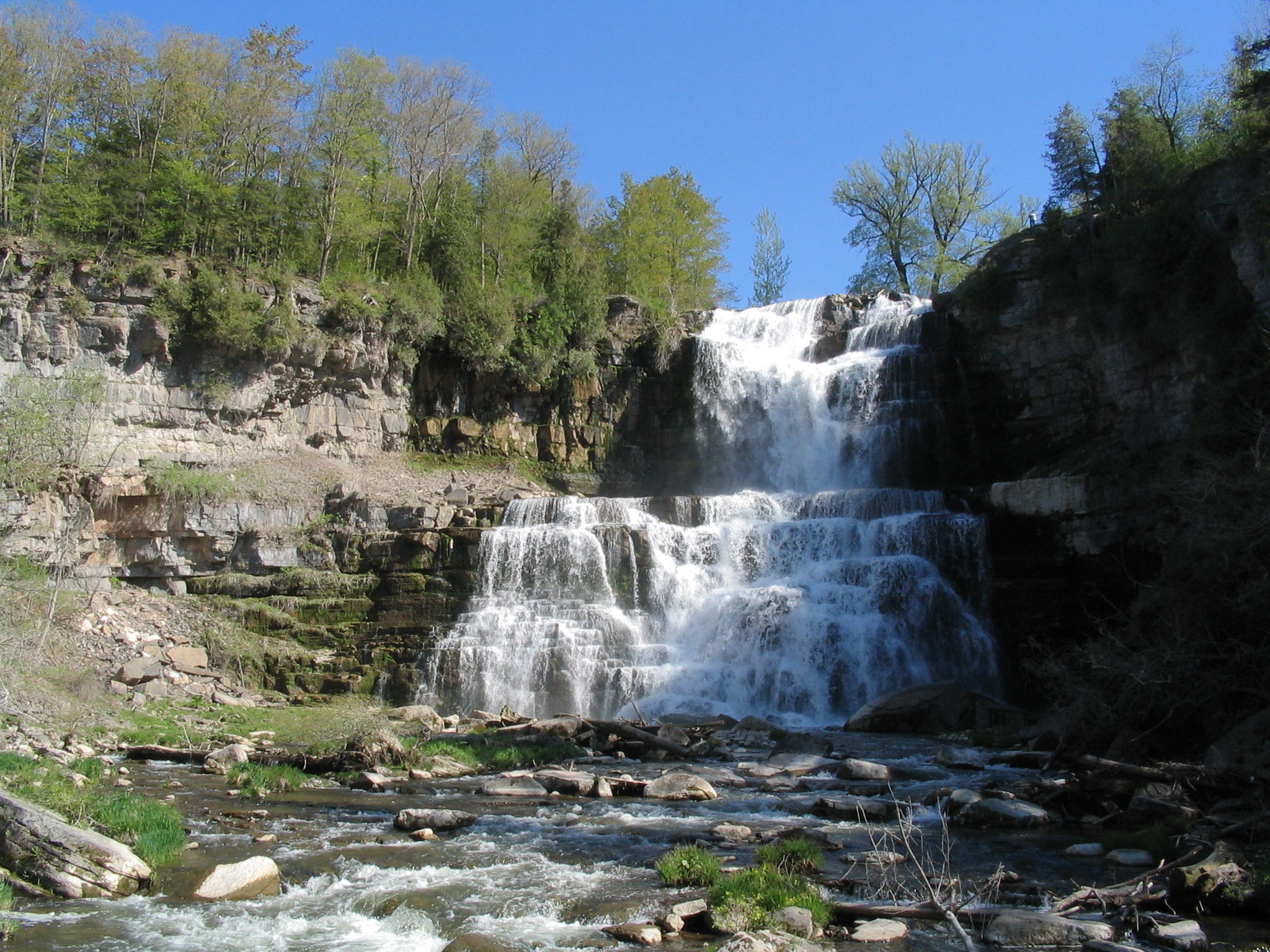
Chittenango Falls
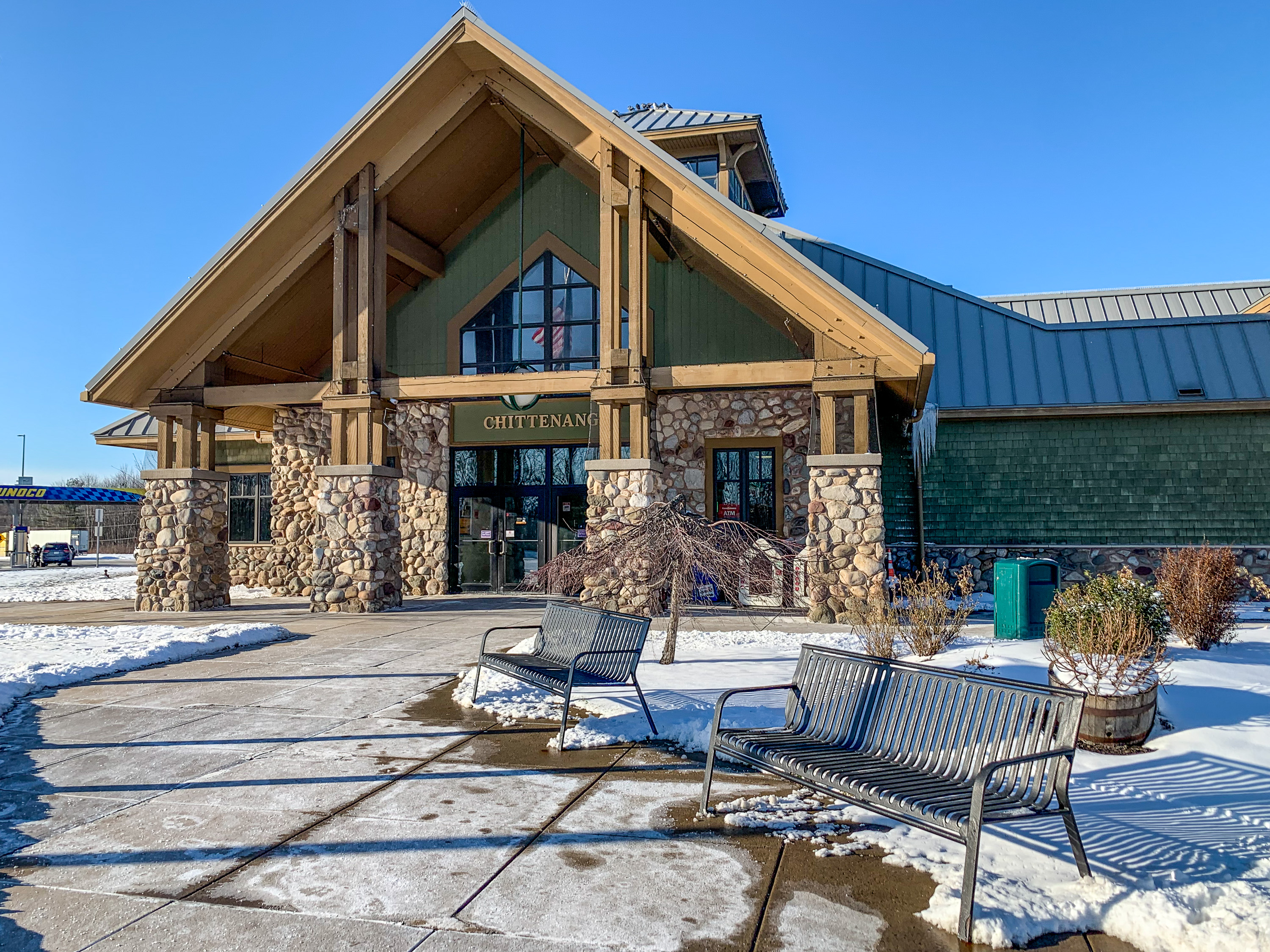
Rastanlage am Interstate 90

## Persönlichkeiten

### Söhne und Töchter des Ortes
- Lewis Selye (1803–1883), Politiker
- Lyman Frank Baum (1856–1919), Schriftsteller
- Dave Mirra (1974–2016), Extremsportler

### Personen mit Bezug zum Ort
- John B. Yates (1784–1836), Anwalt und Politiker, lebte in Chittenango
- John G. Stower (1791–1850), Politiker, zeitweise Bürgermeister von Chittenango
- Hugh White (1798–1870), Politiker, lebte zeitweise in Chittenango
- William E. Lansing (1821–1883), Politiker, war in Chittenango als Anwalt tätig
- Henry Wilbur Bentley (1838–1907), Politiker, studierte am Yates Politechnic Institute